# IC 1834
IC 1834 ist eine Spiralgalaxie vom Hubble-Typ Sb im Sternbild Walfisch südlich der Ekliptik. Sie ist schätzungsweise 626 Millionen Lichtjahre von der Milchstraße entfernt und hat einen Durchmesser von etwa 170.000 Lichtjahren.
Im selben Himmelsareal befinden sich u. a. die Galaxien IC 246, IC 1836, IC 1843, IC 1844.
Das Objekt wurde am 21. November 1903 vom französischen Astronomen Stéphane Javelle entdeckt.